# Stillington (North Yorkshire)
Stillington – wieś w Anglii, w hrabstwie North Yorkshire, w dystrykcie (unitary authority) North Yorkshire. Leży 17 km na północ od miasta York i 296 km na północ od Londynu.